# Hypena perdticipennis
Hypena perdticipennis là một loài bướm đêm trong họ Erebidae.